# Gordon Kaufmann

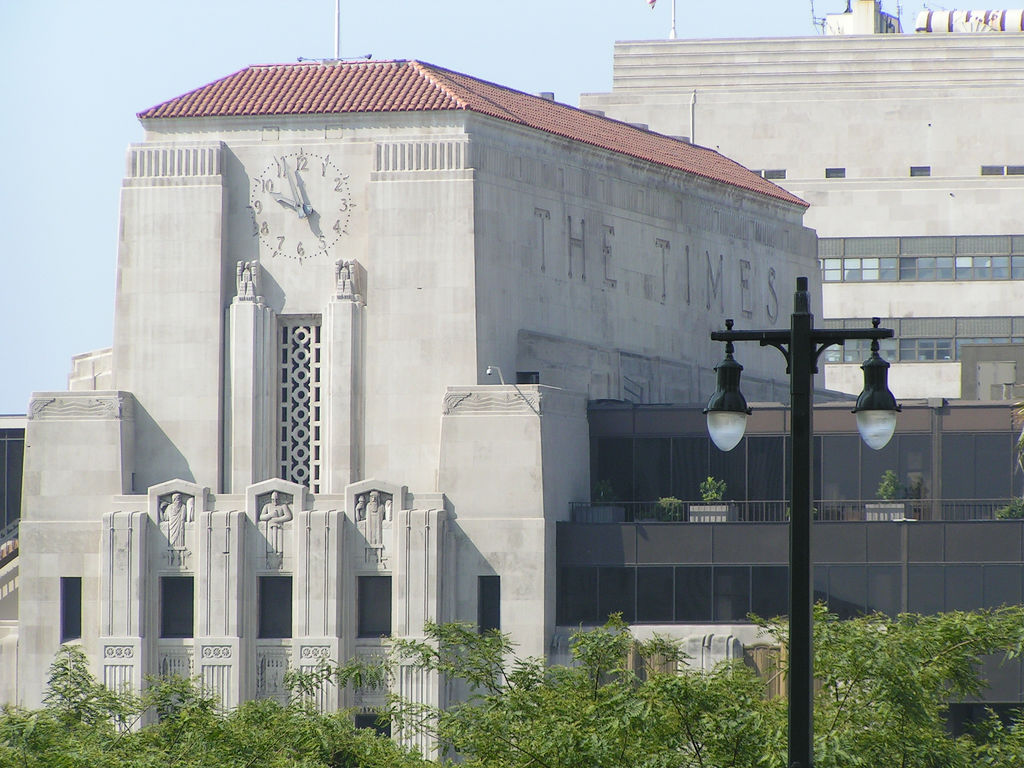
Siedziba Los Angeles Times, projekt Kaufmanna

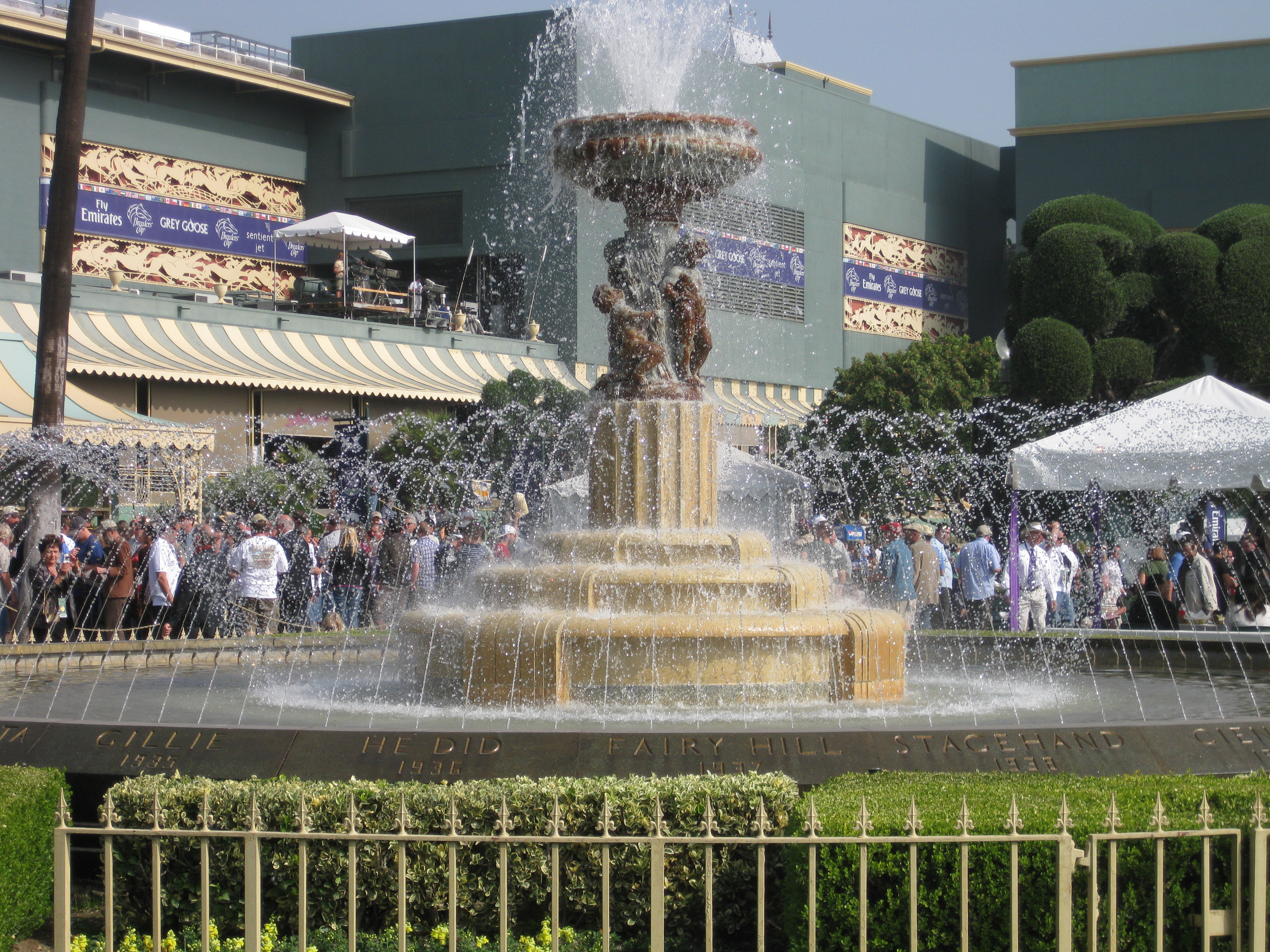
Fontanna w Santa Anita Park

Gordon Bernie Kaufmann (ur. 19 marca 1888, zm. 1 marca 1949) – amerykański architekt brytyjskiego pochodzenia, znany głównie z prac nad zaporą Hoovera.

## Życiorys
19 marca 1888 Kaufmann urodził się w Forest Hill w Londynie w Anglii. Jego ojcem był Niemiec – Gustav Kaufmann, a matką Angielka, Matilda Isaacs. Uczęszczał do Whitgift School w południowym Croydon, następnie ukończył London Polytechnic Institute (około 1908 roku). Później Kaufmann przeniósł się do Vancouver w Kolumbii Brytyjskiej, gdzie spędził kolejne sześć lat.

## Kariera
Kaufmann tworzył wiele dzieł w stylu śródziemnomorskiego odrodzenia, które stało się popularne w tamtym czasie. Był początkowym architektem Scripps College, żeńskiego college'u sztuk wyzwolonych w Claremont w Kalifornii. Kaufmann wraz z architektem Edwardem Huntsman-Troutem, zaprojektowali ogólny plan kampusu, obejmujący cztery akademiki, które miały zostać zbudowane w latach 1927–1930. 
Po pracy nad Scripps, został również zatrudniony przez California Institute of Technology w 1928 roku do zaprojektowania kompleksu akademików, znanych obecnie jako South Houses oraz budynku dla Athenaeum, prywatnego klubu, znajdującego się na kampusie szkolnym.
W swojej późniejszej karierze, Kaufmann pracował głównie w stylu art déco, z osobistym naciskiem na masywne, opływowe betonowe ściany, które nadały jego budynkom bardzo charakterystyczny wygląd. W rezultacie, budynki Kaufmanna przybrały bardzo „mechaniczny” wygląd, często przypominający ogromne modele staromodnych urządzeń. Zaprojektował m.in. Times Mirror Square – siedzibę The Los Times. Jego prace były również częścią imprezy architektonicznej w konkursie plastycznym, podczas Letnich Igrzysk Olimpijskich 1936. 

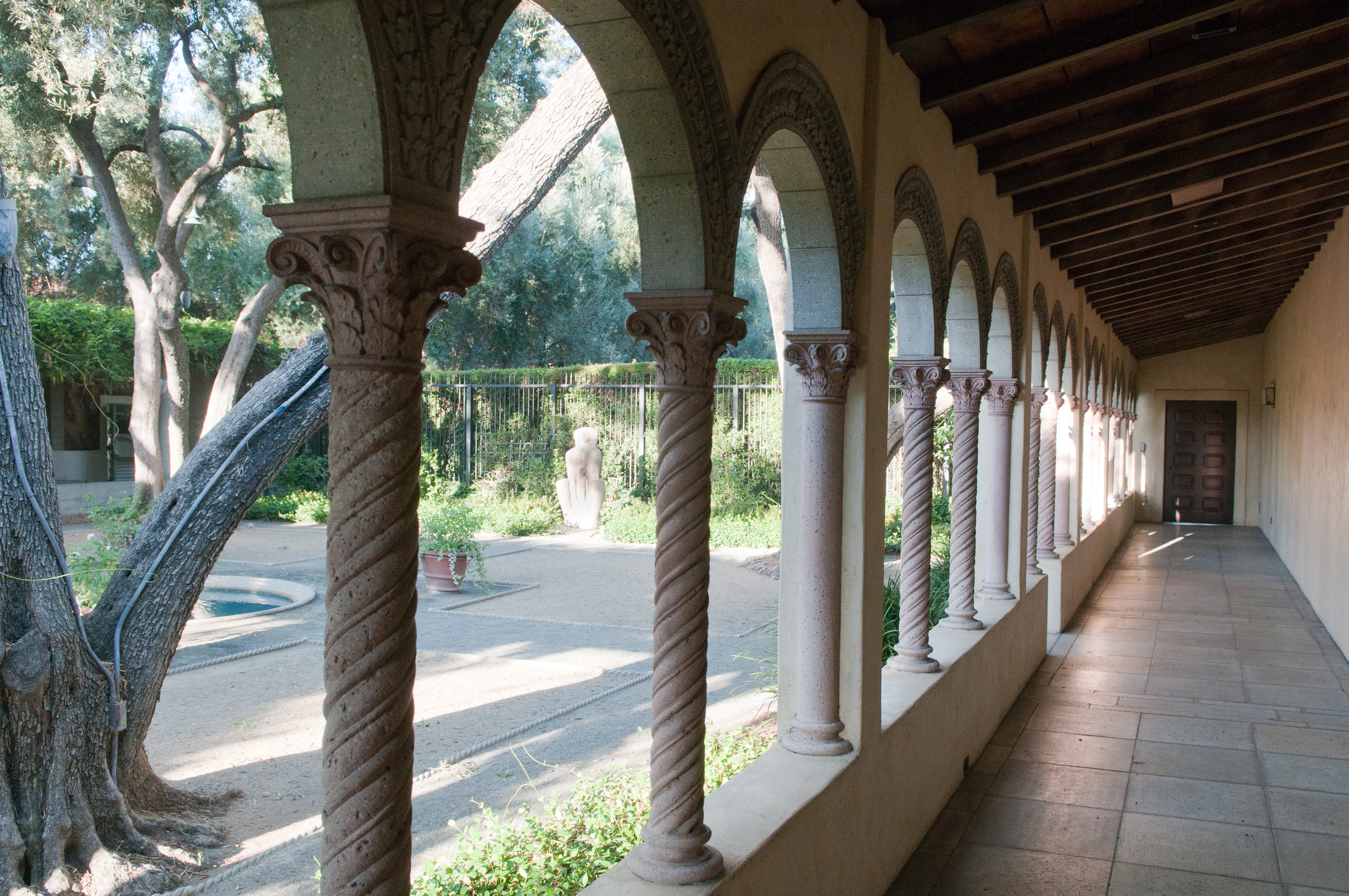
Scripps College

## Projekty[8]
Wybrane projekty Kaufmanna:
- Santa Anita Park
- Times Mirror Square
- Hollywood Palladium
- Westwood United Methodist Church
- Earl Carroll Theatre